# Robert Donner
Pour les articles homonymes, voir Donner.
Robert Donner est un acteur américain, né le 27 avril 1931 à New York (État de New York), mort le 8 juin 2006 à Los Angeles — Quartier de Sherman Oaks (Californie).

## Biographie
Au cinéma, Robert Donner débute avec deux petits rôles non crédités dans les westerns Rio Bravo d'Howard Hawks (1959, avec John Wayne et Dean Martin) et L'Homme qui tua Liberty Valance de John Ford (1962, avec John Wayne et James Stewart). Par la suite, il contribue à trente-deux autres films américains (dont treize westerns), l'avant-dernier étant Allan Quatermain et la Cité de l'or perdu de Gary Nelson (1986, avec Richard Chamberlain et Sharon Stone). Il tient son ultime rôle au cinéma dans Chouette de Wil Shriner (en) (avec Logan Lerman et Brie Larson), sorti en mai 2006, un mois avant sa mort brutale, d'une crise cardiaque.
Un de ses films les plus connus est El Dorado (1966), où il retrouve le duo Hawks-Wayne, en compagnie de Robert Mitchum. Outre deux autres films réalisés par Hawks, il tourne six films sous la direction d'Andrew V. McLaglen, dont Les Géants de l'Ouest (1969) et Chisum (1970), également avec The Duke. Mentionnons aussi Luke la main froide de Stuart Rosenberg (1967, avec Paul Newman et George Kennedy) et La Chevauchée sauvage de Richard Brooks (1975, avec Gene Hackman, James Coburn et Candice Bergen).
Durant sa carrière, Robert Donner est principalement actif à la télévision, collaborant à seize téléfilms de 1970 à 1994 (dont le western Trail of Danger de McLaglen en 1978, avec Jim Davis).
Mais surtout, il apparaît dans quatre-vingt-deux séries de 1961 à 2004, la première étant la série-western Rawhide (quatre épisodes, 1961-1965), avec Clint Eastwood — à noter qu'il retrouve ce dernier comme acteur et réalisateur dans le film L'Homme des Hautes Plaines (1973, avec Verna Bloom) —.
Parmi ses autres séries notables, citons La Famille des collines (dix-neuf épisodes, 1972-1978 : rôle de Yancy Tucker), Mork and Mindy (vingt-deux épisodes, 1978-1982 : rôle d’Exidor, aux côtés de Robin Williams et Pam Dawber), ou encore MacGyver (cinq épisodes, 1987-1990, avec Richard Dean Anderson dans le rôle-titre).

## Filmographie partielle

### Au cinéma
- 1959 : Rio Bravo d'Howard Hawks
- 1962 : L'Homme qui tua Liberty Valance (The Man Who Shot Liberty Valance) de John Ford
- 1964 : Jerry chez les cinoques (The Disorderly Orderly) de Frank Tashlin
- 1965 : Ligne rouge 7000 (Red Line 7000) d'Howard Hawks
- 1966 : Le Mur des espions (Agent for H.A.R.M.) de Gerd Oswald
- 1966 : El Dorado d'Howard Hawks
- 1967 : Trois fantômes à la plage (The Spirit is willing) de William Castle
- 1967 : Luke la main froide (Cool Hand Luke) de Stuart Rosenberg
- 1967 : El magnifico extrangero de Jus Addiss et Herschel Daugherty
- 1968 : Skido (Skidoo) d'Otto Preminger
- 1968 : La Marine en folie (The Private Navy of Sgt. O'Farrell) de Frank Tashlin
- 1969 : Les Géants de l'Ouest (The Undefeated) d'Andrew V. McLaglen
- 1970 : Chisum d'Andrew V. McLaglen
- 1970 : Rio Lobo d'Howard Hawks
- 1971 : Rio Verde ou Un gros coup (Something Big) d'Andrew V. McLaglen
- 1971 : Mrs. Pollifax-Spy (en) de Leslie H. Martinson
- 1971 : Fools' Parade d'Andrew V. McLaglen
- 1971 : Point limite zéro (Vanishing Point) de Richard C. Sarafian
- 1971 : Le Dernier Train pour Frisco (One More Train to Rob) d'Andrew McLaglen
- 1973 : L'Homme des Hautes Plaines (High Plains Drifter) de Clint Eastwood
- 1973 : Le Fantôme de Cat Dancing (The Man Who Loved Cat Dancing) de Richard C. Sarafian
- 1973 : Santee de Gary Nelson
- 1975 : La Chevauchée sauvage (Bite the Bullet) de Richard Brooks
- 1975 : The Boy Who Talked to Badgers de Gary Nelson
- 1975 : La Chevauchée terrible (Take a Hard Ride) de Antonio Margheriti
- 1976 : La Loi de la haine (The Last Hand Men) d'Andrew V. McLaglen
- 1977 : Les Survivants de la fin du monde (Damnation Alley) de Jack Smight
- 1979 : Five Days from Home de George Peppard
- 1981 : Under the Rainbow de Steve Rash
- 1983 : Hysterical de Chris Bearde (en)
- 1986 : Allan Quatermain et la Cité de l'or perdu (Allan Quatermain and the Lost City of Gold) de Gary Nelson
- 2006 : Chouette (Hoot) de Wil Shriner (en)

### À la télévision

#### Séries télévisées
- 1961-1965 : Rawhide
  - Saison 3, épisode 25 Incident of the Running Man (1961) de Jus Addiss
  - Saison 4, épisode 4 Judgment at Hondo Seco (1961)
  - Saison 6, épisode 4 Incident of the Travellin' Man (1963) de Ted Post
  - Saison 8, épisode 12 The Testing Post (1965) de Gerd Oswald
- 1965-1968 : Les Espions (I Spy)
  - Saison 1, épisode 5 Dans les griffes du dragon (Dragon's Teeth, 1965) de Leo Penn
  - Saison 3, épisode 14 Une réunion de famille (Home to Judgment, 1968) de Richard C. Sarafian
- 1966-1967 : Daniel Boone
  - Saison 2, épisode 26 The Trap (1966) de Gerd Oswald
  - Saison 3, épisode 27 Take the Southbound Stage (1967) de Gerd Oswald
- 1966-1967 : Match contre la vie (Run for Your Life)
  - Saison 2, épisode 9 The Treasure Seekers (1966)
  - Saison 3, épisode 8 Down with Willy Hatch (1967) de Richard Benedict
- 1967 : Laredo
  - Saison 2, épisode 23 A Question of Guilt de Leo Penn
- 1967 : Commando Garrison (Garrison's Gorillas)
  - Saison unique, épisode 6 The Great Theft et épisode 14 The Great Crime Wave
- 1968 : Le Virginien (The Virginian)
  - Saison 7, épisode 8 Ride to Misadventure
- 1968-1973 : Gunsmoke ou Police des plaines (Gunsmoke ou Marshal Dillon)
  - Saison 13, épisode 25 A Noose for Dobie Price (1968) de Richard C. Sarafian
  - Saison 18, épisode 23 Talbot (1973) de Vincent McEveety
- 1969 : La Grande Vallée (The Big Valley)
  - Saison 4, épisode 23 Town of No Exit
- 1969 : L'Homme de fer (Ironside)
  - Saison 3, épisode 6 Une balle pour Marc (A Bullet for Mark) de Richard Benedict
- 1969-1970 : Bonanza
  - Saison 11, épisode 9 Meena d'Herschel Daugherty (1969) et épisode 26 The Horse Traders (1970) d'Herschel Daugherty
- 1970 : Le Grand Chaparral (The High Chaparral)
  - Saison 3, épisode 21 The Reluctant Deputy
  - Saison 4, épisode 11 A Matter of Vengeance
- 1971 : Lassie
  - Saison 17, épisode 20 For the Love of Lassie, Part I
- 1971 : La Nouvelle Équipe (The Most Squad)
  - Saison 3, épisode 17 The Hot, Hot Car
  - Saison 4, épisode 14 Feet of Clay de Don Taylor
- 1971-1972 : Opération danger (Alias Smith and Jones)
  - Saison 1, épisode 14 Never Trust an Honest Man (1971) de Douglas Heyes
  - Saison 2, épisode 12 The Bounty Hunter (1971) de Barry Shear
  - Saison 3, épisode 8 The Day the Amnesty Came Through de Jeff Corey
- 1972-1978 : La Famille des collines (The Waltons)
  - Saison 1 à 7, 19 épisodes : Yancy Tucker
- 1973 : Kung Fu
  - Saison 1, épisode 8 La Marée (The Tide)
- 1973 : Mannix
  - Saison 7, épisode 3 La Poursuite (Climb a Deadly Mountain) d'Arnold Laven
- 1973-1975 : Cannon
  - Saison 2, épisode 21 Du pain sur la planche (The Seventh Grave, 1973) de John Badham
  - Saison 4, épisode 16 Une ténébreuse affaire (Perfect Fit for a Frame, 1975)
- 1973-1994 : Columbo
  - Saison 3, épisode 2 Quand le vin est tiré (Any Old Port in a Storm, 1973) de Leo Penn
  - Saison 10, épisode 2 Attention : Le meurtre peut nuire à votre santé (Caution ! Murder Can Be Hazardous to Your Health, 1991) de Daryl Duke
  - Saison 13, épisode 3 Columbo change de peau (Undercover, 1994) de Vincent McEveety
- 1974 : Un shérif à New York (McCloud)
  - Saison 5, épisode 5 The Concrete Jungle Caper de Gene Levitt
- 1974-1975 : L'Homme qui valait trois milliards (The Six Million Dollar Man)
  - Saison 2, épisode 10 Étranger à Brokenfolk (Stranger in Broken Folk, 1974) de Christian Nyby
  - Saison 3, épisode 11 Alcool à brûler (The White Lightning War, 1975)
- 1975 : Section 4 (S.W.A.T.)
  - Saison 2, épisode 5 Time Bomb de George McCowan
- 1976 : Sur la piste des Cheyennes (The Quest)
  - Saison unique, épisode 16 La Taverne de Drucker (Incident at Drucker's Tavern)
- 1976 : Los Angeles, années 30 (City of Angels)
  - Saison unique, épisode 12 Le Disparu (The Bloodshot Eye) d'Hy Averback
- 1976 : Drôles de dames (Charlie's Angels)
  - Saison 1, épisode 7 Gare à la dame (To Kill an Angel)
- 1978 : La Conquête de l'Ouest (How the West Was Won), feuilleton
  - Saison unique, épisodes non déterminés
- 1978-1982 : Mork and Mindy
  - Saisons 1 à 4, 22 épisodes : Exidor
- 1979 : CHiPs
  - Saison 2, épisode 22 Sur le tourbillon (Ride the Whirlwind) de Larry Wilcox
- 1979 : Huit, ça suffit ! (Eight Is Enough)
  - Saison 4, épisode 8 Pitié, assez de vacances !, 2e partie (Fathers and Other Strangers, Part II)
- 1980-1981 : L'Incroyable Hulk (The Incredible Hulk)
  - Saison 3, épisode 14 Miroir de l'âme (Sideshow, 1980)
  - Saison 5, épisode 1 Coup de circuit (The Phenom, 1981)
- 1983 : La Petite Maison dans la prairie (Little House on the Prairie)
  - Saison 9, épisode 14 Les Grands Frères (The Older Brothers) de Victor French
- 1983-1986 : L'Homme qui tombe à pic (The Fall Guy)
  - Saison 2, épisode 16 Une pluie de dollars (Spaced Out, 1983) de Daniel Haller
  - Saison 3, épisode 20 Boom (1984) de Don Medford
  - Saison 5, épisode 8 Le Père Noël s'est échappé (Escape Claus, 1985) de Bruce Bilson et épisode 18 Deux hommes sur un coup fin (Two on a Skip, 1986)
- 1984 : Tonnerre de feu (Blue Thunder)
  - Saison unique, épisode 4 Revenge in the Sky
- 1984 : Simon et Simon (Simon & Simon)
  - Saison 4, épisode 3 A Little Wine with Murder ? de Vincent McEveety
- 1984 : L'Agence tous risques (The A-Team)
  - Saison 3, épisode 13 Belle Évasion (Breakout !)
- 1986 : Starman
  - Saison unique, épisode 7 Un coin tranquille (One for the Road)
- 1986-1988 : Matlock
  - Saison 1, épisode 8 Le Flic (The Cop, 1986) de Daniel Haller
  - Saison 2, épisode 23 Le Pêcheur (The Fisherman, 1988)
- 1986-1991 : Arabesque (Murder, She Wrote)
  - Saison 2, épisode 18 Cadavres en vrac (If a Body Meet a Body, 1986) de Walter Grauman
  - Saison 7, épisode 16 J'en parlerai à mon cheval (From the Horse's Mouth, 1991)
- 1987-1988 : Fame
  - Saison 6, épisode 18 Le Grand Chambardement (That Was the Weekend That Was)
- 1987-1988 : Falcon Crest, feuilleton
  - Saison 7, épisode 8 Manhunt (1987), épisode 9 Hunter's Moon (1987) de Reza Badiyi, épisode 10 Lovers and Friends (1987), épisode 27 As Tears Go By (1988) et épisode 28 Last Dance (1988)
- 1987-1990 : MacGyver
  - Saison 2, épisode 13 Bienvenue à l'Ouest (Soft Touch, 1987)
  - Saison 4, épisode 9 Cleo Rocks (1989)
  - Saison 5, épisode 12 Sérénité (Serenity, 1990)
  - Saison 6, épisode 8 MacGyver et les Femmes (MacGyver's Women, 1990)
- 1989 : Bonjour, miss Bliss (Good Morning, Miss Bliss)
  - Saison unique, épisode 13 The Mentor de Gary Shimokawa
- 1995 : Une fille à scandales (The Naked Truth)
  - Saison 1, épisode 6 Une vie de cochon (Hero Pig Goes Hog Wild !) d'Arlene Sanford
- 1998 : Pacific Blue
  - Saison 3, épisode 19 Cas de conscience (Heat of a Moment)
- 1999-2000 : Demain à la une (Early Edition)
  - Saison 3, épisode 18 L'Épreuve (Fate, 1999) de Gary Nelson
  - Saison 4, épisode 20 Ce jour-là (Time, 2000) de Mel Damski
- 2000 : Dharma et Greg (Dharma & Greg)
  - Saison 4, épisode 4 Greg joue les petits soldats (Hell No Greg Can't Go)

#### Téléfilms
- 1970 : Lassie : Well of Love de James B. Clark & al.
- 1970 : The Intruders (en) de William A. Graham
- 1972 : Sans issue (en) (No Place to Run) de Delbert Mann et John Badham
- 1973 : The Horror at 37,000 Feet de David Lowell Rich
- 1974 : La Femme du Kid (Mrs. Sundance) de Marvin J. Chomsky
- 1976 : Young Pioneers de Michael O'Herlihy
- 1977 : Martinelli, Outside Man de Russ Mayberry
- 1978 : Standing Tall d'Harvey Hart
- 1978 : Trail of Danger d'Andrew V. McLaglen
- 1991 : The Hit Man de Gary Nelson
- 1994 : Alien Nation : Dark Horizon de Kenneth Johnson